# Ossian Bonnet
Pierre Ossian Bonnet, född 22 december 1819, död 22 juni 1892, var en fransk matematiker.
Bonnet gav betydelsefulla bidrag till olika områden av differentialgeometrin. Den ofta benämnda Bonnets formel, som förbinder totalkrökningen av ett område av en yta med den geodetiska krökningen längs områdets rand, är en av de viktigaste inom ytornas teori.